# Liste der Baudenkmäler in Mettlach
In der Liste der Baudenkmäler in Mettlach sind alle Baudenkmäler der saarländischen Gemeinde Mettlach und ihrer Ortsteile aufgelistet. Grundlage ist die Veröffentlichung der Landesdenkmalliste im Amtsblatt des Saarlandes vom 22. Dezember 2004 und die aktuelle Teildenkmalliste des Landkreises Merzig-Wadern in der Fassung vom 9. August 2017.

## Bethingen
| Lage                                  | Bezeichnung | Beschreibung                | Bild |
| ------------------------------------- | ----------- | --------------------------- | ---- |
| Odilienstraße                         | Bildstock   | errichtet 1739              |      |
| Odilienstraße (vor kath. Kirche) Lage | Pietà       | Pietà, die um 1900 entstand |      |

## Dreisbach
| Lage                  | Bezeichnung                      | Beschreibung | Bild |
| --------------------- | -------------------------------- | --- | ---- |
| Haus Saarstein Lage   | Herrenhaus, 1836 (Einzeldenkmal) | |      |
| Nohner Straße 12 Lage | Gasthaus                         | Das ehemalige Gasthaus wurde im ersten Viertel des 19. Jahrhunderts erbaut und wird inzwischen von einem Kulturverein genutzt. Der zweigeschossige, traufständige Putzbau besitzt fünf Fensterachsen auf der Straßenseite. In der mittleren Achse sitzt im Erdgeschoss ein einfaches Portal mit Eingangstür, das mit einem Geschossgesims verkröpft ist. Der Baukörper schließt mit einem Traufgesims ab. Sandsteinlisenen mit Quadern sitzen an den Gebäudeecken. Ein Krüppelwalmdach schließt das Gebäude ab. Auf den Giebelseiten sitzen zwei Fensterachsen, deren oberstes Fenster ein Okulus ist. |      |

## Faha
| Lage                        | Bezeichnung                                       | Beschreibung | Bild |
| --------------------------- | ------------------------------------------------- | --- | ---- |
| Außerhalb der Ortslage Lage | Ruine der Rotburg                                 | Die Turmhügelburg entstand im frühen 13. Jahrhundert im nordwestlich des Ortsteils Faha. Erhalten is nur ein Rest des Hügels. |      |
| Bischof-Wehr-Straße Lage    | Kath. Kirche St. Stephan, 1850–52 (Einzeldenkmal) | Ältester Teil der Kirche ist der Glockenturm aus dem Jahr 1548, der 1935 aufgestockt wurde. Das Kirchenschiff wurde in den Jahren 1850 bis 1852 errichtet. Der Saalbau wird von einem fünfseitigen polygonalen Chor im Osten abgeschlossen. An die Nordostecke des Langhauses ist leicht eingerückt seitlich der Kirchturm mit Spitzhelm angebaut. Das rundbogige Portal liegt auf der Westseite. Darüber prangt eine Fensterrose, die von zwei kleinen Rundbogenfenstern flankiert wird. Darüber befindet sich im Giebelbereich ein weiteres Rundbogenfenster. |      |
| Weitener Straße 19 Lage     | Schaftkreuz                                       | 1774 errichtet |      |

## Mettlach
| Lage                                            | Bezeichnung                                      | Beschreibung | Bild |
| ----------------------------------------------- | ------------------------------------------------ | --- | --- |
| Edmundstraße/Siebendstraße Lage                 | Ensemble Edmundstraße/Siebendstraße              | Das Ensemble Edmundstraße/Siebendstraße besteht aus kleinen, zweigeschossigen Wohnhäusern, die überwiegend um 1900 entstanden sind. | Das Ensemble Edmundstraße/Siebendstraße besteht aus kleinen, zweigeschossigen Wohnhäusern, die überwiegend um 1900 entstanden sind. |
| Edmundstraße/Siebendstraße Lage                 | Ensemble Edmundstraße/Siebendstraße              | Edmundstraße 26, Wohnhaus: Das zweigeschossige, zweiachsige Wohnhaus entstand um 1900. Über einem rustizierten Sockelgeschoss erhebt sich ein Putzbau mit Eckrisalit, der von gequaderten Ecklisenen geschmückt wird. Die Fenster des Riskanten waren von Segmentbogenfenstern mit Schlussstein und Kämpfern gebildet, im restlichen Haus sind Fenster mit geradem Stürzt verbaut, an der Frontseite mit Gebälk und gerader, profilierter Verdachung. Das Satteldach steht an Giebel und Längsseite deutlich über. | |
| Edmundstraße/Siebendstraße Lage                 | Ensemble Edmundstraße/Siebendstraße              | Edmundstraße 28/30, Doppelwohnhaus: Das um 1900 erbaute zweigeschossige Doppelhaus is mit mehrfarbigen Klingeln verziert, die geometrisch Muster und Friese bilden. Sandsteinlisenen gliedern den Bau. Die Fenster mit geradem Sturz werden von profilierten Laibungen gerahmt. | |
| Edmundstraße/Siebendstraße Lage                 | Ensemble Edmundstraße/Siebendstraße              | Edmundstraße 32/34, Doppelwohnhaus: Das um 1900 erbaute Doppelwohnhaus wird von einem Sockel und einem Sohlbankgesims im Obergeschoss gegliedert. Die Fenster im Obergeschoss sind durch eine gerade n Sturz abgeschlossen und mit einer verklickerten Laibung geschmückt. Über den Fenstern liegt ein Blendbogen. Auch die Fenster im Erdgeschoss sind mit geradem Stürz ausgeführt, die Laibung geht jedoch in einen Rundbogen über, dessen Lünettenfeld bemalt ist. | |
| Edmundstraße/Siebendstraße Lage                 | Ensemble Edmundstraße/Siebendstraße              | Siebendstraße 5, Wohnhaus: Das um 1900 erbaute Wohnhaus ist über nahezu quadratischem Grundriss erbaut worden. Das Erdgeschoss ist bis zum Sohlbankgesims des Obergeschosses verputzt. Darüber ist das Bauwerk mit bunten Klinkern in geometrischen Mustern verziert. Gequaderte Ecklisenen aus Sandstein und ein niedriger Sandsteinsockel mit Gesims gliedern den Bau mit Zeltdach. Die Fenster im Erdgeschoss sind mit geradem Sturz ausgeführt, die im Obergeschoss besitzen einen Dreieckgiebel. | |
| Edmundstraße/Siebendstraße Lage                 | Ensemble Edmundstraße/Siebendstraße              | Siebendstraße 7, Wohnhaus: Das um 1900 erbaute Wohnhaus ist au nahezu quadratischem Grundriss erbaut worden. Der Putzbau wird durch ein Sohlbankgesims im Obergeschoss gegliedert. Eckquaderungen Ecklisenen aus Sandstein und ein niedriger Sandsteinsockel mit Gesims gliedern den Bau mit Satteldach. Die Fenster im Erdgeschoss sind mit geradem Sturz ausgeführt auf dem ein hohes Gebälk sitzt. Die Fenster im Obergeschoss besitzen einen Dreieckgiebel. | |
| Edmundstraße/Siebendstraße Lage                 | Ensemble Edmundstraße/Siebendstraße              | Siebendstraße 64, Wohnhaus: Das 1907 erbaute zweigeschossige Wohnhaus besitzt einen Eckrisaliten mit leicht geschweiftem Giebel. Gebälk und profilierte Verdachungen schmücken die Fenster im Obergeschoss. Dem zurückgesetzten Gebäudeteil ist ein kleiner Vorbau mit Kranzgesims vorgelagert. Darin sitzt ein Portal mit Pilastern und einem Giebelfeld mit Ornamentschmuck. | |
| Saaruferstraße Lage                             | Ensemble ehemaliges Benediktinerkloster Mettlach | | |
| Saaruferstraße Lage                             | Ensemble ehemaliges Benediktinerkloster Mettlach | Saaruferstraße, Abteipark mit historischem Baumbestand, Architekturteile, Sarkophage, Mühlsteine: Der Abteilpark wurde nach dem Vorbild englischer Gärten im Auftrag von Eugen von Boch von dem Gartenarchitekten Karl Ludwig Seitz in der zweiten Hälfte des 19. Jahrhunderts angelegt. in der Parkanlage wurden mehr als 30 Baumarten aller Kontinente gepflanzt. | |
| Saaruferstraße Lage                             | Ensemble ehemaliges Benediktinerkloster Mettlach | Saaruferstraße, Schinkel-Brunnen: Der Brunnen wurde 1838 von Karl Friedrich Schinkel geschaffen und war ein Geschenk des preußischen Kronprinzen Friedrich Wilhelm an Jean-Francois Boch zum Dank dafür, dass Jean-Francois Boch die Gebeine des 1346 im Kampf gefallenen Johann, König von Böhmen und Graf von Luxemburg, eines Vorfahren des Kronprinzen, nach langen Kriegswirren und der Französischen Revolution vorübergehend in der Alten Abtei aufbewahrt hatte. Der Brunnen besteht aus einem runden Brunnenbecken aus Sandstein, in dessen Mitte zwei kleinere Becken Wasser aufnahmen und durch seitliche Ausgüsse nach unten, in das nächstgrößere Becken weiterleiten. Darüber sitzt eine Plastik des Johann von Böhmen. | |
| Saaruferstraße Lage                             | Ensemble ehemaliges Benediktinerkloster Mettlach | Saaruferstraße, Formenlager der Keramischen Werke Villeroy & Boch: Das lang gestreckte Industriegebäude entstand im letzten Viertel des 19. Jahrhunderts als reich verzierte Halle aus Sandstein. Auffällig sind die zweigeschossigen Fensterachsen, die durch ein Blendfeld zusammengefasst werden. Die unteren Fenster sind hochrechteckig mit Gebälk und Verdachung, die oberen Fenster sind oben dreieckig ausgebildet. Das Blendfeld ende mit einem Rundbogen, der durch Friese verziert wird. Darüber sitzt ein Gurtgesims mit darüberliegenden Okuli und ein Satteldach. | |
| Saaruferstraße Lage                             | Ensemble ehemaliges Benediktinerkloster Mettlach | Saaruferstraße, Werkhalle der Keramischen Werke Villeroy & Boch, Die Werkhalle entstand um 1875. | |
| Saaruferstraße Lage                             | Ensemble ehemaliges Benediktinerkloster Mettlach | Saaruferstraße, Benediktinerabtei, Keramikmanufaktur, Werkhallen: Ende des 7. Jahrhunderts gründete der fränkische Adlige Lutwinus die Abtei Mettlach. Im 18. Jahrhundert errichteten die Baumeister Johann Bernhard Trabucco und Christian Kretzschmar die heutigen spätbarocken Gebäude der Abtei. 1793/94 wurde die Abtei verlassen und aufgegeben. Die aus dem 18. Jahrhundert stammenden heutigen Abteigebäude wurden 1802 im Zuge der Säkularisation der Französischen Revolution zu französischem Nationaleigentum erklärt und an einen Papierfabrikanten aus Trier verkauft. 1809 erwarb Jean-François Boch das stark zerstörte Gebäude. er sanierte es und ließ er es teilweise zu einer Fabrik umbauen. Im 19. und 20. Jahrhundert kamen Fabrikhallen hinzu, di architektonisch oftmals Spiegel ihrer Zeit sind. Das Gebäude beherbergt bis heute den Hauptsitz der Firma Villeroy & Boch. Die Abtei ist ein lang gestreckter, zweigeschossiger Sandsteinbau mit 27 Fensterachsen. Ein umlaufendes geschossgesims und Pilaster zwischen en Achsen gliedern den Bau. An den Gebäudeecken sitzen zwei dreiachsige Eckrisaliten. Im Zentrum sitzt ein ebenfalls dreiachsiger Mittelrisalit. Diesem ist ein mächtiges Säulenportal mit Dreiecksgiebel, Balkon, Wappenfeld und einer rundbogigen Tordurchfahrt vorgelagert. | |
| Saaruferstraße Lage                             | Ensemble ehemaliges Benediktinerkloster Mettlach | Saaruferstraße, Alter Turm: Der Alte Turm ist der älteste erhaltene Sakralbau des Saarlandes. Er wurde um 990–994 als ottonische Grabkapelle des Heiligen Liutwinus errichtet. Das Oktogon mit sechs halbrunden Nischen im Inneren wurde mehrfach verändert: 1247 wurde ein Wendeltreppenhaus angebaut, im 13. und 14. Jahrhundert wurden Veränderungen im gotischen Stil vorgenommen: Die Nischen wurden gespitzt, Maßwerkfenster eingesetzt und Strebepfeiler für ein Sterngewölbe eingebaut. | |
| Saaruferstraße Lage                             | Ensemble ehemaliges Benediktinerkloster Mettlach | Saaruferstraße, Einfriedung, Torpfosten, Reste Parkmauer, um 1850 (Einzeldenkmal) | |
| Saaruferstraße Lage                             | Ensemble ehemaliges Benediktinerkloster Mettlach | Saaruferstraße, Parkbrücke (Einzeldenkmal):Kleine rundbogige Brücke aus dem Jahr 1841 im Park der Abtei. | |
| Lage                                            | Ensemble Kapelle St. Joseph                      | | |
| Lage                                            | Ensemble Kapelle St. Joseph                      | Bahnhofstraße 9, Katholische Kapelle St. Joseph: Die neugotische Kapelle wurde 1864 von Franz Georg Himpler in Wallerfangen als Nachbildung der Sainte Chapelle in Paris errichtet. Eugen von Boch ließ sie 1879 abtragen und 1882 von Carl Friedrich Müller leicht verändert in Mettlach wiedererrichten. Der schmale vierachsige Bau mit dreiseitigem Chor ist hoch mit einem steilen Dach. Die Eingangsfassade ist aufwändig ausgestaltet. Das Deckengewölbe ist blau ausgemalt Ein zwei Meter hoher, bunter Fliesenspiegel bedeckt die Seitenwände und den Chorraum. | |
| Lage                                            | Ensemble Kapelle St. Joseph                      | Bahnhofstraße 9, Denkmal Eugen v. Boch und Octavie geb. Villeroy(Einzeldenkmal): Das 1901 errichtete Denkmal erinnert an Eugen von Boch und dessen Gattin Octavie. Auf einem mit Voluten verzierten Sockel mit Inschrift, Festons und Reliefmedaillen sitzt ein von Rocailleornamenten umrankter Obelisk, auf dem eine Vase ruht. | |
| Lage                                            | Ensemble Kapelle St. Joseph                      | Bahnhofstraße 9, Pavillonunterbau, um 1900 (Einzeldenkmal) | |
| Lage                                            | Ensemble Schloss Saareck                         | Das Denkmalensemble umfasst neben dem Schloss auch den Park und das ehemalige Gestüt. | Das Denkmalensemble umfasst neben dem Schloss auch den Park und das ehemalige Gestüt.                                               |
| Lage                                            | Ensemble Schloss Saareck                         | Saareckstraße, Parkanlage Schloss Saareck(Einzeldenkmal): Der Park wurde 1851 von Carl Ludwig Seitz errichtet. | |
| Lage                                            | Ensemble Schloss Saareck                         | Saareckstraße, Gestüt Schloss Saareck (Einzeldenkmal): Das 1854 erbaute Gestüt besteht aus einem zweigeschossigen Kernbau und niedrigen Seitenflügeln. Der Putzbau ist reich verziert. So besitzen die profilierten Fensterlaibungen statt eines Schlusssteins einen Pferdekopf. Ein Sohlbankgesims im Obergeschoss wird in den Seitenflügeln zu einem Traufgesims. Darunter liegt im Hauptbau ein Sandsteinfeld mit Pferdemalereien, Im Giebelfeld befinden sich Pferdekopfreliefs. Dem Gebäude ist eine repräsentative Terrasse vorgelagert. | |
| Lage                                            | Ensemble Schloss Saareck                         | Saareckstraße, Schloss Saareck (Einzeldenkmal): Das Schloss wurde in den Jahren 1901 bis 1903 erbaut und 1912 von Eugen Schmoll erweitert. Der Sandsteinbau besitzt eine dreigeteilte Schaufassade zur Saar. Sie besteht aus einem quadratischen Turm mit Erker und Fachwerkaufbau, einem dreigeschossigen Mittelteil mit Dreiecksgiebel und vorgelagerter Terrasse mit Steinbalustrade und einem eingeschossigen, lang gestreckten Anbau mit Mansardwalmdach und dreieckiger Auslucht. Eckquaderungen gliedern das Gebäude. | |
| Freiherr-vom-Stein-Straße/Gangolfer Straße Lage | Ensemble Kirche/Kreuzweg                         | Das Denkmalensemble gruppiert sich um die Lutwinuskirche. | Das Denkmalensemble gruppiert sich um die Lutwinuskirche.                                                                           |
| Freiherr-vom-Stein-Straße/Gangolfer Straße Lage | Ensemble Kirche/Kreuzweg                         | Freiherr-vom-Stein-Straße, Katholische Pfarrkirche St. Lutwinus mit Ausstattung (Einzeldenkmal): Die Lutwinuskirche wurde in den Jahren 1901 bis 1905 von Ludwig Becker und Anton Falkowski errichtet, nachdem die Vorgängerkirche zu klein geworden war. Die dreischiffige, neuromanische Basilika wird von einem rechteckigen Chor mit halbrunder Apsis abgeschlossen. Die einem Westwerk ähnliche Portalseite wird von zwei hohen Türmen flankiert. Die Kirche wird durch Sandsteinlisenen und Bogenfriese geschmückt. Die Kirche ist reich ausgemalt. | |
| Freiherr-vom-Stein-Straße/Gangolfer Straße Lage | Ensemble Kirche/Kreuzweg                         | Freiherr-vom-Stein-Straße 44, Katholisches Pfarrhaus (Einzeldenkmal): Der giebelständige, zweigeschossige Putzbau mit weit überstehendem Satteldach wurde von 1856 bis 1858 erbaut. Seine Giebelseite besitzt drei Achsen. In der mittleren sitzt im Erdgeschoss die Eingangstür. Darüber sitzt ein Balkon, der über zwei Fenstertüren betreten werden kann, die über eine gemeinsame, gerade und profilierte Verdachung gekuppelt sind. Ein Gurt- und ein Sohlbankgesims bilden hier ein Sandsteinfeld mit floraler Bemalung. Im Giebelbereich sitzt ein Zwillingsfenster mit Rundbogen, das von einer Verdauung gekuppelt wird. | |
| Freiherr-vom-Stein-Straße/Gangolfer Straße Lage | Ensemble Kirche/Kreuzweg                         | Gangolfer Straße, Kreuzwegstationen, 1929 von Bernhard Gauer (Einzeldenkmal) | |
| Freiherr-vom-Stein-Straße/Gangolfer Straße Lage | Ensemble Kirche/Kreuzweg                         | Gangolfer Straße 18, Kreuz an der Johannesacht, Wagekreuz, 1754 (Einzeldenkmal) | |
| Freiherr-vom-Stein-Straße/Gangolfer Straße Lage | Ensemble Kirche/Kreuzweg                         | Außerhalb der Ortslage, Kreuzwegstationen (Einzeldenkmal): Die Kreuzwegstationen wurden 1929 von Bernhard Bauer geschaffen. Die Bilder sind als buntes Mosaik ausgeführt. | |
| Heinertstraße/Saareckstraße Lage                | Villeroy & Boch                                  | | |
| Heinertstraße/Saareckstraße Lage                | Villeroy & Boch                                  | Heinertstraße, Mosaik „Das Füllhorn“ an Werkhalle Villeroy & Boch: „Das Füllhorn“ ist ein Mosaik von Frans Masereel. Es zeigt einen Mann mit nacktem Oberkörper, der ein Füllhorn ausschüttet, aus dem Fliesen, Kacheln und Mosaiksteinchen fallen. | |
| Heinertstraße/Saareckstraße Lage                | Villeroy & Boch                                  | Saareckstraße 13, Wohn- und Geschäftshaus (Einzeldenkmal): Der zweigeschossige Putzbau wurde um 1909 errichtet. Anfang des 20. Jahrhunderts lebte hier Johann Baptist Stahl, der als Modelleur und Bildhauer für die Firma Villeroy & Boch arbeitete. in den Feldern zwischen den Fenstern des Erd- und des Obergeschosses hat er Reliefplatten aus Terrakotta eingelassen, die die Siegesgöttin zeigen. Das Gebäude spitzt eine weit vorspringenden Eckrisaliten und einen zurückgesetzten Gebäudeteil mit rundbogigem, bodentiefen Fenster für ein Geschäft. | |
| Bahnhofstraße 1 Lage                            | Villa                                            | Das Wohnhaus wurde um 1910 erbaut. Der zweigeschossige Putzbau besitzt einen Eckrisaliten mit geschweiftem Giebel. Diesem ist eine halbrunde Auslucht vorgelagert, die im Obergeschoss einen Balkon bildet. Die andere Seite des Gebäudes wurde gerundet und wird im Sachbereich von einem runden Aufbau überragt. | |
| Freiherr-vom-Stein-Straße 18/20 Lage            | Doppelwohnhaus                                   | Das Wohn- und Geschäftshaus wurde um 1910 erbaut. Das Erdgeschoss ist in Sandstein ausgeführt und unverputzt. Rustizierungen schmücken die Rundbögen der Schaufenster. Ein Gurtgesims schließt das Erdgeschoss ab und ist mit einem der beiden Portale verkröpft. Das Obergeschoss ist verputzt. Die hochrechteckigen Fenster sind mit Sandsteinlaibung ausgeführt, in dem ein betonter Schlussstein sitzt. | |
| Freiherr-vom-Stein-Straße 22 Lage               | Wohnhaus                                         | Der giebelständige, zweigeschossige Putzbau mit Knüppelwalmdach wurde Anfang des 19. Jahrhunderts erbaut. heute ist es Sitz des Tourismusbüros. Die Giebelseite besitzt drei Achsen. Ein Gesims trennt Erd- und Obergeschoss. Darüber sitzen kleinere Fenster, die in der Ausführung denen in den unteren Geschossen gleichen. | |
| Freiherr-vom-Stein-Straße 31 Lage               | Anwesen Hoffmann, Bauernhaus                     | Der schmale, zweigeschossige Putzbau erhebt sich über einem niedrigen Sockel. Die drei Fensterachsen sind im Erdgeschoss mit Segmentbogen, im Obergeschoss mit gerader Verdachung ausgeführt. Ein Sohlbankgesims verbindet die Fenster des Obergeschosses. In der mittleren Achse sitzt im Erdgeschoss die Eingangstür. | |
| Freiherr-vom-Stein-Straße 42 Lage               | Apothekerhaus                                    | Das Wohn- und Geschäftshaus wurde um 1880 erbaut. Der dreigeschossige Sandsteinbau ist reich gegliedert. Sockel-, Geschoss- und Sohlbankgesimse mit Konsolen gliedern den Bau genauso wie die Eckpilaster. Ein weit auskragendes Traufgesims schließt den Baukörper ab. Die sechs Fensterachsen sind im Erdgeschoss als bodentief Fenster mit Segmentbogen ausgeführt, im ersten Obergeschoss mit gerader, profilierter Verdachung und im Obergeschoss mit Dreiecksgiebel. Im Erdgeschoss war ursprünglich eine Apotheke untergebracht. | |
| Saaruferstraße Lage                             | Westwallbefestigung                              | 1937 errichtet | |
| Siebendstraße Lage                              | Schloss Ziegelberg, Villa, Nebengebäude, Park    | Schloss Ziegelberg wurde 1878/79 erbaut und 1889 und 1907 erweitert. Das Gebäude besteht aus einem vierachsigen, zweigeschossigen Gebäudeteil und einem turmartigen Eckrisaliten, die über einen einachsigen, leicht zurückgesetzten Gebäudeteil verbunden sind. Pilaster, Lisenen und Gesimse gliedern das Gebäude. Dem rechten Gebäudeteil ist eine Terrasse mit Vordach vorgesetzt worden. Der Turm mit Eckerker besitzt einen kleinen aufgesetzten Dreiecksgiebel, der die Fensterachsen im Zentrum betont. Auf der rechten, vierachsigen Giebelseite sitzt ein weiterer Turm über quadratischem Grundriss mit steilem Zeltdach. | |
| Außerhalb der Ortslage Lage                     | Burgruine Montclair                              | Zum Ende des 12. Jahrhunderts vergab der Trierer Erzbischof Arnold I. von Valancourt den Besitz als Lehen an den Vogt von Merzig, der dort die erste Burg errichtet hatte. Immer wieder wechselte das Lehen den Besitzer und es gab Streitigkeiten darum. 1351 wurde die Burg nach einer erneuten Fehde mit Kurtrier von Erzbischof Balduin von Luxemburg eingenommen und geschleift. Die Herren von Sierck-les-Bains errichteten dann zwischen 1434 und 1439 eine neue Burg. 1492 fiel Montclair an die Grafen von Sayn. Als mit Heinrich IV., der Montclair nochmals erneuern und ausbauen ließ, auch dieses Grafengeschlecht 1606 im Mannesstamm ausstarb, zog Kurtrier das Lehen ein. In der Folgezeit verfiel die Burg. 1992/93 wurde die Burg Montclair restauriert und teilweise wieder aufgebaut. Die Burg bildet ein großes Rechteck von ca. 30 Metern Seitenlänge. Im Osten stehen zwei mächtige Rundtürme, zwischen denen das Portal mit zwei Treppentürmen liegt. Auch an die Westseite wurden Rundtürme in die Ecken gestellt. Die Umfassungsmauern des Palas’ wurden ebenfalls wieder hergestellt. | |

## Nohn
| Lage                   | Bezeichnung                        | Beschreibung | Bild |
| ---------------------- | ---------------------------------- | --- | ---- |
| Außerhalb der Ortslage | Bildstock                          | Im 18. Jahrhundert errichtet |      |
| Außerhalb der Ortslage | Kreuz in der Kapelle „Drei Kreuze“ | Errichtet im 18. Jahrhundert |      |
| Außerhalb der Ortslage | Wegekreuz                          | Errichtet im 18. Jahrhundert |      |
| Medardusstraße Lage    | Kath. Kirche St. Medardus          | Die Filialkirche St. Medardus wurde 1923 nach Entwürfen des Trierer Architekten Josef Monz errichtet, nachdem der kleinere Vorgängerbau wegen Baufälligkeit abgerissen worden war. 1964/65 wurden Turm und Dach saniert, 1984/85 das Kircheninnere und 1997 die Außenanlage. Zur Ausstattung der Kirche gehört ein Barockaltar aus der Zeit um 1700. |      |

## Orscholz
| Lage                        | Bezeichnung               | Beschreibung | Bild |
| --------------------------- | ------------------------- | --- | ---- |
| Außerhalb der Ortslage Lage | Orscholzriegel            | Der Orscholzriegel war als militärische Riegelstellung des Westwalls im Jahr 1940 erbaut worden. Er umfasste 75 Bunkeranlagen und mehr als 10 km Panzerhindernisse in Form von Höckerlinien. |      |
| Cloefstraße Lage            | Kath. Kirche St. Nikolaus | St. Nikolaus war in den Jahren 1830/31 nach Entwürfen von Peter Benz errichtet und in den Jahren 1923/24 von Huch & Grefges erweitert worden. Die ursprüngliche Kirche war ein vierachsiger klassizistischer Saalbau mit rundem Chorabschluss handelte, dem ein Turm mit Haube vorangestellt wurde. Der Erweiterungsbau wurde dann als dreischiffige Basilika mit Dachreiter im neobarocken Stil erbaut. Der alte Bau mit dem Turm blieb erhalten und dient seither als Altarraum. Nach Kriegsbeschädigungen wurde der Erweiterungsbau verändert. Er ist nun ein einschiffiger Saal mit vier Fensterachsen. Der Dachreiter wurde entfernt. |      |

## Saarhölzbach
| Lage               | Bezeichnung                      | Beschreibung | Bild |
| ------------------ | -------------------------------- | --- | ---- |
| Bachstraße Lage    | Eisenbahnbrücke                  | Erbaut 1858/59 |      |
| Halfenweg 11 Lage  | Gasthaus „Prinzenhaus“           | Erbaut im 18. Jahrhundert |      |
| Im Saartal         | Grenzstein, 1779 (Einzeldenkmal) | Der Grenzstein wurde im Jahr 1779 errichtet. Lange war die Region um Mettlach Zankapfel zwischen Kurtrier und dem lothringischen Herrscherhaus. Mit Ende der Lothringer Herzöge fiel das Gebiet an den König von Frankreich, der auf einer klaren Grenzziehung bestand. Nach langwierigen Verhandlungen wurde ein Vertrag unterzeichnet und die Grenze bereinigt. Man errichtete 137 Grenzsteine aus Sandstein, die 80 cm aus dem Erdreich ragten. Sie tragen auf der einen Seite das kurtrierische Kreuz, auf der anderen Seite die französische Lilie als Zeichen des französischen Königs. Die kannelierte Grenzsäule ragt rund 80 Zentimeter aus dem Erdreich und ist rund 1,25 Tonnen schwer. |      |
| Kirchenstraße Lage | Kath. Kirche St. Antonius        | Die Antoniuskirche wurde 1792 erbaut und 1848 von Karl August von Cohausen erstmals erweitert und ein weiteres Mal im Jahr 1933. Der spätbarocke Bau wurde als Pseudobasilika ausgeführt. Der Langhans wurde ein dreigeschossiger Glockenturm zur Seite gestellt. Dem Querhaus folgt ein Rechteckchor mit halbrunder Apsis und Halbkuppel. |      |

## St. Gangolf
| Lage               | Bezeichnung                                                            | Beschreibung | Bild |
| ------------------ | ---------------------------------------------------------------------- | --- | ---- |
| Sankt Gangolf Lage | Pagodenburg, Pavillon                                                  | Der „Pagodenburg“ genannte Pavillon wurde 1745 von Architekt Christian Kretzschmar für die Mattlacher Abtei als Schulgebäude auf den Fundamenten einer alten Schule errichtet. An einen oktogonalen Mittelraum schließen sich in den Haupthimmelsrichtungen vier kleinere quadratische Räume mit Mansardzeltdach an. |      |
| Sankt Gangolf Lage | Ehemalige Kapuzinerklosterkirche mit Ausstattung, 1775 (Einzeldenkmal) | Der Vorgängerbau der heutigen Kirche stand bis zum Jahr 1729. 1775/76 erbaute man dann die barocke Saalkirche nach Plänen eines Laienbruders aus dem Minoritenkloster St. Gervasius in Trier. Im Jahr 1900 wurde an die Kirche ein Klostergebäude angebaut. 1985 wurde dieser bis auf einen kleinen Rest, auf dem sich ein Dachreiter befindet, abgerissen. Im Westen des Langhauses sitzt ein Turm mit Spitzhelm, in dem sich ein Pilasterportal mit gesprengtem Giebel und Nische sowie Eckquaderung befindet. An das vierachsige Langhaus schließt sich ein Chor mit dreiseitigem polygonalen Abschluss an. |      |
| Sankt Gangolf Lage | Kreuzwegstationen                                                      | 1929 von Bernhard Gauer geschaffen |      |

## Tünsdorf
| Lage                          | Bezeichnung           | Beschreibung | Bild |
| ----------------------------- | --------------------- | --- | ---- |
| Außerhalb der Ortslage        | Wegekreuz             | Errichtet im 18. Jahrhundert |      |
| Franz-Altmeyer-Straße 18 Lage | Kath. Pfarrhaus       | Erbaut im 18. Jahrhundert |      |
| Franz-Altmeyer-Straße 25 Lage | Bauernhaus            | Erbaut in der ersten Hälfte des 19. Jahrhunderts |      |
| Franz-Altmeyer-Straße 27 Lage | Bauernhaus            | Errichtet 1833 |      |
| Kewelsstraße 4 Lage           | Haus Lepage, Wohnhaus | Erbaut 1792 |      |
| Kewelsstraße 11 Lage          | Bildstock             | Errichtet im 19. Jahrhundert |      |
| Schillerstraße                | Kapelle               | Errichtet 1716 |      |
| Schillerstraße 23 Lage        | Klostergebäude        | Das Klostergebäude mit Krüppelwalmdach stammt aus dem 18. Jahrhundert und wurde 1912 von der Pfarrgemeinde Tünsdorf erworben. Bis 1954 waren hier die Schwestern des Heiligen-Geist-Ordens untergebracht. Bis 1961 wurde das Gebäude dann vermietet, bevor es von 1961 bis 1970 nochmals als Kloster für Maristenschwestern aus Lyon verwendet wurde. In den 1970er Jahren wurde das Anwesen restauriert und an die Christliche Erwachsenenbildung vermietet. Inzwischen ist das Gebäude wieder in Privatbesitz. Der zweigeschossige Putzbau wird von Ecklisenen gegliedert. Auf den Längsseiten sind bis zu sechs fensterachten untergebracht, aber nicht mehr überall erhalten. Die Giebelseite besitzet zwei Fensterachsen mit zwei kleineren Fenstern und einem zentralen Okulus im Giebelbereich. |      |

## Wehingen
| Lage                | Bezeichnung                                               | Beschreibung | Bild |
| ------------------- | --------------------------------------------------------- | --- | ---- |
| Kapellenstraße Lage | kath. Kapelle St. Markus Evangelist, 1733 (Einzeldenkmal) | Schon 1729 wird eine Kapelle in Wenigen erwähnt, der allerdings 1772 in einem Visitationsbericht Baufälligkeit attestiert wurde. man entschloss sich deshalb 1773 zum Neubau einer kleinen Saalkirche. Über dem barocken Portal sitzt ein Okulus und darüber ein quadratischer Giebelreiter mit geschlossener Laterne. Auf dem Portal sitzt eine Rundbogennische auf, in der eine Herz-Jesu-Statue steht. Darüber ein Dreipasskreuz, in dessen Sockel die Jahreszahl 1773 eingemeißelt ist. In den Langseiten sitzen zwei fensterachten mit Rundbögen. |      |

## Weiten
| Lage                                         | Bezeichnung                                      | Beschreibung | Bild |
| -------------------------------------------- | ------------------------------------------------ | --- | ---- |
| Am Kindergarten Lage                         | Kath. Kirche St. Hubertus                        | St. Hubertus wurde 1727 erbaut und 1867 aufgrund der gewachsenen Bevölkerungszahl verlängert. 1869 musste der alte Kirchturm abgerissen werden und ein neuer wurde errichtet. 1922 wurde ein östliches Seitenschiff an das Landhaus angebaut. 1927 wurde die Kirche durch den Architekten Peter Marx erneut erweitert. |      |
| Außerhalb der Ortslage                       | Wegekreuz                                        | errichtet im 18. Jahrhundert |      |
| Außerhalb der Ortslage (bei Lutwinuskapelle) | Andachtskapelle mit Spolienarrangement           | Um 1892 errichtet |      |
| Außerhalb der Ortslage                       | Andachtskreuz                                    | Um 1892 errichtet |      |
| Außerhalb der Ortslage Lage                  | Kath. Kapelle St. Lutwinus, 1892 (Einzeldenkmal) | Die Lutwinuskapelle wurde ursprünglich von den Benediktinermönchen in Mettlach zu Ehren des hl. Liutwinus berichtet. Sie wurde mehrfach zerstört und wieder aufgebaut. 1892 ließen Eugen von Boch und seine Frau Octavie aus Anlass ihres 50-jährigen Ehejubiläums nach Plänen des Trierer Architekten Carl August von Cohausen auf den Fundamenten der alten Kapelle eine neue errichten. Der kleine, offene Bau mit Satteldach und Dachreiter wurde in neoromanischen Formen errichtet und wird durch ein Bogenfries an Giebel und Traufe geschmückt. Auffällig ist sein großes Vordach, dass durch Pilaster und rechteckige Säulen getragen wird. Zur Ausstattung gehören Holzfiguren aus der Erbauungszeit, sowie ein Keramikaltar, dessen Ansichtsseiten mit Blüten und Blattwerk geschmückt sind. |      |